# Giro della Provincia di Siracusa 2000
Il Giro della Provincia di Siracusa 2000, terza edizione della corsa, si svolse il 5 marzo 2000 per un percorso totale di 181 km. Venne vinto dall'italiano Marco Zanotti, che terminò la gara in 5h08'49".

## Percorso
Partenza e arrivo a Siracusa, dopo aver attraversato Cassibile, Avola, Pachino, Rosolini, Noto (altezza massima: 437 m s.l.m. in località Villa Vela), Canicattini Bagni, Floridia e Belvedere di Siracusa, ed aver percorso, per due volte, un circuito cittadino nei pressi della zona archeologica del quartiere Neapolis.

## Ordine d'arrivo (Top 10)
| Pos. | Corridore          | Squadra           | Tempo    |
| ---- | ------------------ | ----------------- | -------- |
| 1    | Marco Zanotti      | Liquigas-Pata     | 5h08'49" |
| 2    | Nicola Minali      | Alexia            | s.t.     |
| 3    | Gabriele Balducci  | Fassa Bortolo     | s.t.     |
| 4    | Thor Hushovd       | Crédit Agricole   | s.t.     |
| 5    | Dmitrij Konyšev    | Fassa Bortolo     | s.t.     |
| 6    | Moreno Di Biase    | Cantina Tollo     | s.t.     |
| 7    | Paolo Bettini      | Mapei             | s.t.     |
| 8    | Christopher Jenner | Crédit Agricole   | s.t.     |
| 9    | Christophe Mengin  | F. des Jeux       | s.t.     |
| 10   | Ivan Quaranta      | Mobilvetta-Rossin | s.t.     |